# 热尔日
热尔日（法語：Gergy，法語發音：[ʒɛʁʒi]）是法国勃艮第-弗朗什-孔泰大區索恩-卢瓦尔省的一个市镇，属于索恩河畔沙隆区。

## 地理
热尔日（46°52'37"N, 4°56'48"E）面积38.84 平方千米，位于法国勃艮第-弗朗什-孔泰大區索恩-卢瓦尔省，该省份为法国中部省份，北起顺时针与科多尔省、汝拉省、安省、罗讷省、卢瓦尔省、阿列省和涅夫勒省接壤。
与热尔日接壤的市镇（或旧市镇、城区）包括：圣卢-热昂日、索恩河畔阿勒雷、贝村、达姆雷、德米尼、莱萨尔勒纳雄耐尔、萨斯奈、大维雷。
热尔日的时区为UTC+01:00、UTC+02:00（夏令时）。

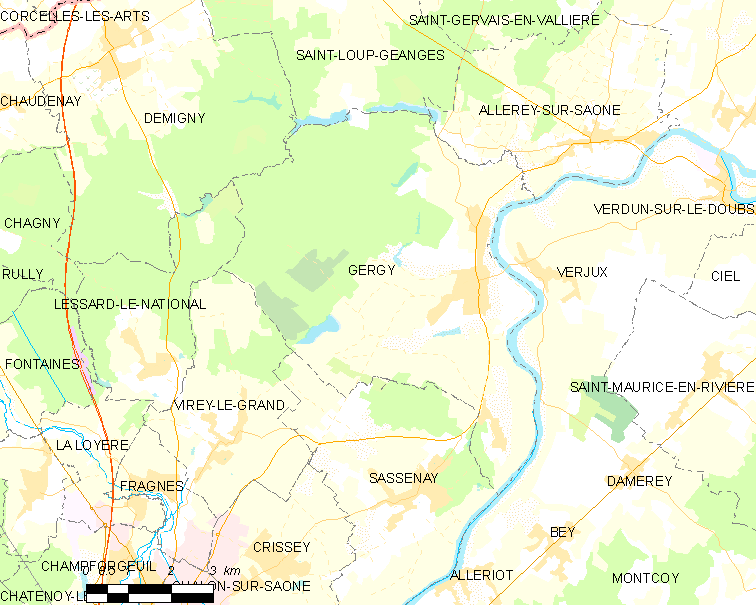
热尔日的OSM定位图

## 行政
热尔日的邮政编码为71590，INSEE市镇编码为71215。

## 政治
热尔日所属的省级选区为热尔日县，同时也是该县的中央投票站所在地。

## 人口

1962-2008年间热尔日人口变化图示

热尔日于2022年1月1日时的人口数量为2569人。